# Maggid de Kozhnitz
Yisrael Hopsztajn (ou Hopstein) connu sous le nom du Maggid de Kozhnitz (1737, Opatów, Pologne - 28 septembre 1814) est un des plus importants leaders hassidiques en Pologne au XVIIIe et au début du XIXe siècle.

## Éléments biographiques
Yisrael Hopsztajn, est né en 1737 à Opatów, en Pologne. Il est le fils du rabbin Shabsi Hopstein et de (Leah) Pearl Hopstein.
Shabsi Hopstein né circa 1715 est mort en janvier 1761 à Opatów, en Pologne.

## Œuvres
- (he) Avodas Yisrael
- (he) Tehillos Yisroel-Tehillim. Première édition. Varsovie, 1861[5]